# 하라 유코
하라 유코(일본어: 原 優子 はら ゆうこ[*], 1992년 6월 13일 ~ )는 일본의 여자 성우. 사이타마현 출신.

## 출연작

### 애니메이션
- 2014년
  - 관희 챠이카 - 아카리 아큐라
  - 괴도 조커 - 쿠로사키 긴코
  - 소년탐정 김전일 R - 아카미네 아카네
  - 소드 아트 온라인 Ⅱ - 여학생
  - 소울 이터 NOT! - 여학생
  - 잔향의 테러 - 오퍼레이터
  - 해피니스 차지 프리큐어! - 히토미

- 2015년
  - 공전마도사 후보생의 교관 - 비치, 여자A
  - 공각기동대 ARISE ALTERNATIVE ARCHITECTURE - 오퍼레이터 A

- 2016년
  - 91Days - 데르피의 딸
  - 경계의 린네 - 유우키 린코
  - 달콤달콤 & 짜릿짜릿 - 유치원 선생님
  - 모브사이코 100 - 츠치야
  - 빨강머리 백설공주 - 여성 사용인
  - 일곱 개의 대죄: 성전의 전조 - 그리아몰(少)
  - B-PROJECT ~고동*앰비셔스~ - 여학생

- 2017년
  - 신데렐라 걸즈 극장 - 무카이 타쿠미

- 2019년
  - 모브사이코 100 Ⅱ - 츠치야
  - 문호 스트레이독스 - 무라코소 야치요(村社 八千代)
  - 식스 하트 프린세스 - 블루 프린세스/기도우 아미(義堂あみ)
  - BEASTARS - 시이라

- 2021년
  - 극장판 미소녀 전사 세일러 문 Eternal - 쥰쥰
  - BEASTARS 세컨드 시즌 - 시이라, 코스모

### 게임
- 아이돌 마스터 신데렐라 걸즈 - 무카이 타쿠미
- 아이돌 마스터 신데렐라 걸즈 스타라이트 스테이지 - 무카이 타쿠미
- 링☆드림 여자 프로레슬링 대전 - 쿠스하라 나나카
- 명일방주 - 멜란사, 비헌터, 인드라